# Jadwiga Rutkowska
Jadwiga Maria Rutkowska (Abisiak, Dobrowolska) (Guzów, 2 de fevereiro de 1934 — Varsóvia, 19 de junho de 2004) foi uma jogadora de voleibol da Polônia que competiu nos Jogos Olímpicos de 1964.
Em 1964, ela fez parte da equipe polonesa que conquistou a medalha de bronze no torneio olímpico, no qual atuou em duas partidas.